# Eveline Dellai
Eveline Dellai (Trento, 10 luglio 1993) è un'attrice pornografica italiana.

## Biografia
È nata il 10 luglio 1993 a Trento, città alpina del Nord di Italia, ha vissuto da bambina a Villamontagna con la sorella gemella Silvia Dellai, anche lei attrice pornografica.
Nel 2015, a 22 anni ha iniziato a muovere i suoi primi passi nell'industria con servizi fotografici erotici. Successivamente, ha cominciato la carriera pornografica insieme alla sorella Silvia, inizialmente restia: sono note come le Dellai Twins per le scene girate dalle due gemelle insieme.
Nel giro di pochi anni si sono affermate nel settore grazie anche all'aiuto di Rocco Siffredi e della sua Academy.
Nella sua carriera ha girato oltre 350 film, lavorando con case produttrici come Girlfriends Film, Private, Pure Play Mezza, Pervision, Mofos, 21Sextury, Digital Playground, Tushy, SexArt, Evil Angel.
Nel 2018 Eveline ha ricevuto la prima candidatura agli AVN Awards nella categoria di Artista femminile straniera dell'anno. Nel 2020 ha ricevuto una seconda candidatura come Migliore scena di gruppo di produzione straniera.

## Vita privata
Ha destato scalpore il libro del giornalista di Newsweek, Wouter Verschelden I becchini del Belgio che ha svelato come nel 2020 il primo ministro del Belgio Alexander De Croo abbia contattato via WhatsApp Eveline Dellai per cercare un incontro.
Ha una passione per la moda e disegna alcuni capi da bagno e di biancheria intima come stilista.

## Filmografia parziale
- Dirty Schoolgirls 1 (2015)
- Legal Porno SZ1008 (2015)
- Legal Porno SZ1010 (2015)
- Legal Porno SZ1019 (2015)
- Legal Porno SZ1168 (2015)
- Old Goes Young 4150 (2015)
- Spoiled Virgins 4151 (2015)
- Ballet Teachers Secret Threesome (2016)
- Birthday Stripper (2016)
- Dellai Twins Casting (2016)
- Easy Does It (2016)
- One Non Blonde - 3 Stunning Lesbians
- Share Long Black Cock (2016)
- Raw Cuts: A Closer Inspection (2016)
- Three's Company (II) (2016)
- All About You (2017)
- Be My Slave Reloaded (2017)
- Bound and Wank Exercise With Eveline (2017)
- Casting backstage 2 (2017)
- Down to Fuck A Stranger 3 (2017)
- Legal Porno GIO310 (2017)
- Memento: Reloaded (2017)
- Passionate Three 2 (2017)
- Petite Ballerinas Fucked 7 (2017)
- Pussy Passenger 3 (2017)
- Rocco: Sex Analyst 2 (2017)
- Shy and horny twins (2017)
- Ski Bums (2017)
- Ski Bums - episode 4 (2017)
- Twins Eveline and Silvia Dellai Get Anal Action In Studio Foursome (2017)
- 3 Pussy 1 Cock (2018)
- Bad Teens Punished 3 (2018)
- Best of Belle Claire (2018)
- Brutally Banged Babes (2018)
- Driver Duties 9 (2018)
- Eveline Dellai Sucks And Fuck Two Dicks (2018)
- Goth Eveline: Pussy Anal Back 'n Forth (2018)
- Punished For Her Sins (2018)
- Pussies For Dessert (2018)
- Rocco Siffredi Hard Academy 5 (2018)
- Anal Models 4 (2019)
- Family Orgy At Wellness Club with Eveline Dellai (2019)
- Getting Horny In Wellness (2019)
- Massage Madness (2019)
- Summer's Cumming (2019)
- Virtual Taboo's Angels (2019)
- All on Board the Rim Train (2020)
- Anal Coaching With A Big Cock (2020)
- Ballerina's Feet (2020)
- Castings - Eveline Dellai (2020)
- Horny Travellers (2020)
- Legal Porno GIO1472 (2020)
- Mirror Mirror On The Wall (2020)
- Pressing Her Buttons (2020)
- Rocco's Intimate Castings 37 (2020)
- What the Winner Gets (2020)
- Anal Elegance 2 (2021)
- Backseat Fuck After Breakdown (2021)
- Bi Sexual Experience 2 (2021)
- Black and White 18 (2021)
- Boy Toy Sharing (2021)
- Eveline Dellai Silvia Dellai: Twins (2021)
- Eveline Dellai: Gaping Anal Model (2021)
- Legal Porno 37187 (2021)
- Legal Porno GIO1984 (2021)
- Legal Porno XF026 (2021)
- My Hot Fantasy Became Real (2021)
- Next Door Anal (2021)
- Resident Evil Village: Dimitrescu Daughters a XXX Parody (2021)
- Rocco Siffredi Hard Academy 6 (2021)
- Rocco: Sex Analyst 8 (2021)
- Rocco: Sex Analyst 8 Scene 2 (2021)
- Seeing Double (2021)
- Silvia Dellai 2 - Bukkake - First Camera (2021)
- Silvia Dellai 2 - Bukkake - Second Camera (2021)
- Silvia Dellai 2 - Intervie Before Bukkake (2021)
- Spanish Stallion: Field of Sluts (2021)
- Valentine's Day Anal (2021)
- Legal Porno GIO2046 (2022)
- Legal Porno GIO2046 (II) (2022)
- Legal Porno GIO2047 (2022)
- Legal Porno GIO2047 (II) (2022)
- Legal Porno SZ2798 (2022)
- Legal Porno XF085 (2022)
- PornWorld GP2195 (2022)
- PornWorld GP2211 (2022)
- Sauna Slut (2022)

## Riconoscimenti
- AVN Awards
  - 2018 – Candidatura per Female Foreign Performer of the Year[11]
  - 2020 – Candidatura per Best Foreign-Shot Group Sex Scene per Rocco Siffredi Hard Academy 5 ... Goes Live con Joanna Bujoli, Silvia Dellai, Blue Angy, Eros, John Price, Montana, Lutro, Ivan Falco, Ste Axe e Adriano[8]
- XBIZ Europa Awards
  - 2018 – Candidatura per Best Sex Scene – Glamcore per The Passionate Three 3 con Angel Piaff e Max Dyor[12]
  - 2019 – Candidatura per Best Sex Scene – Glamcore per Anal Models 4 con Christian Clay[13]
  - 2021 – Candidatura per Best Sex Scene – Glamcore per Sea Sex & Sun con Silvia Dellai e Charlie Dean[14]

- Venus Awards
  - 2017 – Candidatura per Beste Darstellerin International

- Spank Bank Awards
  - 2020 – Candidatura per IBTC Khaleesi[15]